# Ugo Foscolo
Ugo Foscolo (pravim imenom Niccolò Foscolo) (Zakintos, 7. veljače 1778. – Turnham Green, 10. rujna 1827.), talijanski književnik, prevoditelj, publicist, novinski urednik i književni tumač. Pisao pjesme, epove, književne polemike, tragedije, epistolarne romane
Pohađao je školu u Splitu, a završio u Mlecima. Rano se istaknuo kao pjesnik. Bio je pristaša revolucionarnih ideja i mladoga Napoleona, a borio se aktivno na strani Francuza. Napoleona upozoravao u odama na opasnost da će postati tiraninom. Foscolo nije prihvaćao suradnju s Austrijom, emigrirao je u Švicarsku, a umro u Engleskoj u velikoj bolesti. U poeziji se izrazio pesimizmom čovjeka u odnosu prema zakonima materije i vremena. Prvi je talijanski moderni književni kritičar, ističe slobodu fantazije i stvaralačku autonomiju pjesnika. Djela su mu najviši dometi neoklasičnog pjesništva.ref name="HE"/>